# نوال محمد
نوال محمد (18 أكتوبر 1978 -)، ممثلة سعودية.

## عن حياتها
دخلت للتمثيل سويًا مع والدتها الممثلة ليلى السلمان عندما شاركت بالمسلسل الكوميدي «بيوت من ثلج» الذي عرض على تلفزيون الكويت مع نهاية عام 2001، توالت أعمالها من بعده وقدمت تقريبًا 15 عمل تلفزيوني إلى أن قررت الابتعاد عن التمثيل بعدما رأت أن الفن لا يناسبها خصوصًا بعد آخر مشاركة لها في مسلسل «عندما تغني الزهور».

## أعمالها

### من أعمال التلفزيون
| سنة الإنتاج | اسم المسلسل           | الشخصية     |
| ----------- | --------------------- | ----------- |
| 2001        | بيوت من ثلج           | ميسون       |
| 2001        | صالح وطالح            |             |
| 2001        | سر الحياة             |             |
| 2001        | الحياة امرأة          |             |
| 2002        | كشف حساب              |             |
| 2002        | لعبة القدر            |             |
| 2003        | قرقيعان برنامج كوميدي | عدة شخصيات  |
| 2003        | طاش ما طاش الجزء 11   | عدة شخصيات  |
| 2003        | ناس وناس              |             |
| 2004        | للحياة وجه آخر        | ضيف الحلقات |
| 2004        | امرأة لا تشبه القمر   |             |
| 2004        | طاش ما طاش الجزء 12   | عدة شخصيات  |
| 2004        | مال وأحلام            |             |
| 2004        | عمارة الأسرار         |             |
| 2005        | طاش ما طاش الجزء 13   | عدة شخصيات  |
| 2005        | عندما تغني الزهور     | مريم        |

## روابط خارجية
- نوال محمد على موقع قاعدة بيانات الأفلام العربية